# Дзукотто
Дзуко́тто (итал. zuccotto) — холодный десерт, происходящий из Флоренции. Происхождение рецепта историки связывают с художником и архитектором Бернардо Буонталети, который также любил готовить. Десерт был придуман для банкета семьи Медичи. Имеет оригинальную куполообразную форму. Первоначально был известен как Elmo di Caterina («Шлем Екатерины»), в честь Екатерины Медичи. Также существует легенда, что изобретатель десерта был вдохновлён куполом кафедрального собора Флоренции Санта-Мария-дель-Фьоре.
Современное название, вероятно, происходит от слова «тыковка». Десерт традиционно изготавливается в специальной форме в виде тыквы (zuccotto в переводе с итальянского означает «маленькая тыква»). Также форма десерта напоминает головной убор кардинала — zucchetto.
Оригинальный рецепт предусматривал использование для начинки сыра рикотты, какао и кожуры цитрусовых, она была фактически монохромной, белой. Снаружи бисквит пропитывался эссенцией или ликёром алькермес, который придавал десерту яркий красный цвет. Дзукотто был заново открыт только в 1930-х годах, но претерпел некоторые изменения для удовлетворения вкусов двадцатого века.
В наши дни состоит из бисквита, который пропитывают ликёром, например, амаретто. А для начинки кроме рикотты обычно используется мороженое (gelato), что делает его похожим на семифредо, сливочный крем или сливки, творог, кусочки шоколада, миндаль. Существуют рецепты с вишнями, фруктами и сухофруктами. Сверху посыпается сахарной пудрой. После приготовления дзукотто охлаждают или замораживают.

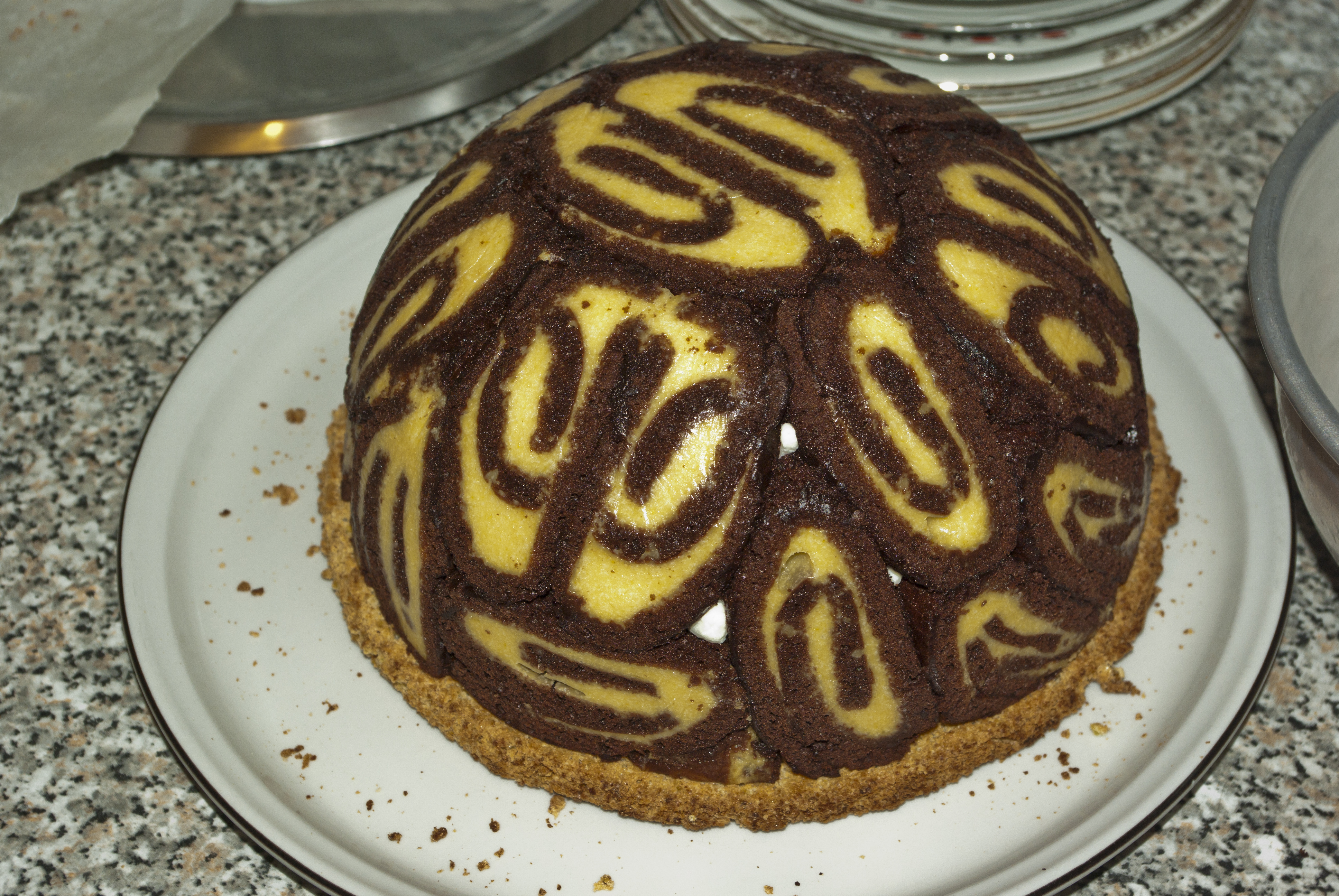
Дзукотто с белым шоколадом
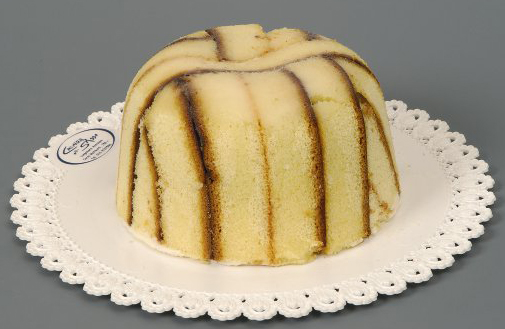
Дзукотто с мороженым
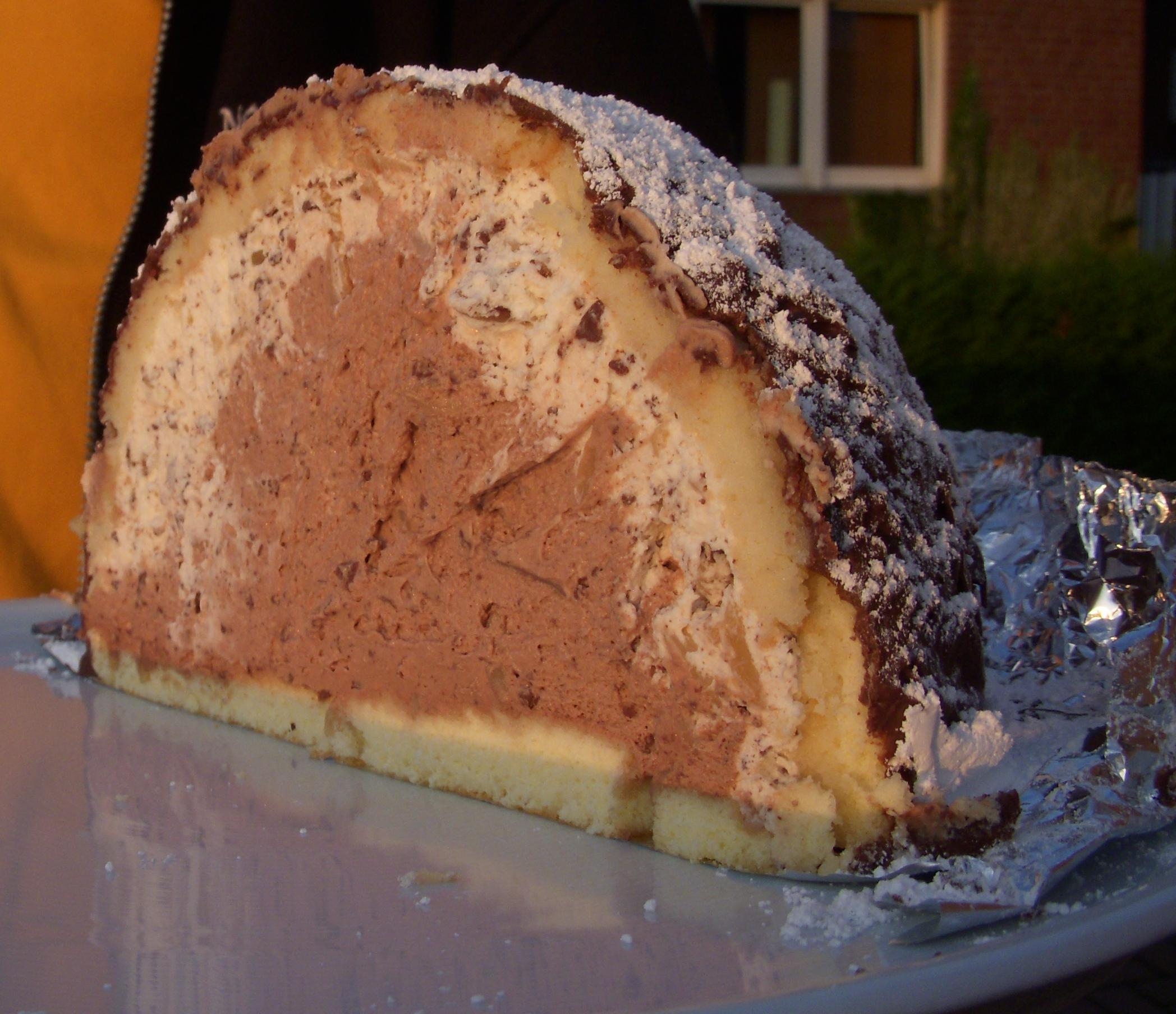
Дзукотто с двумя кремами